# Phelsuma quadriocellata
Phelsuma quadriocellata este o specie de șopârle din genul Phelsuma, familia Gekkonidae, descrisă de Peters 1883. A fost clasificată de IUCN ca specie cu risc scăzut.

## Subspecii
Această specie cuprinde următoarele subspecii:
- P. q. quadriocellata
- P. q. bimaculata
- P. q. lepida
- P. q. parva

## Galerie

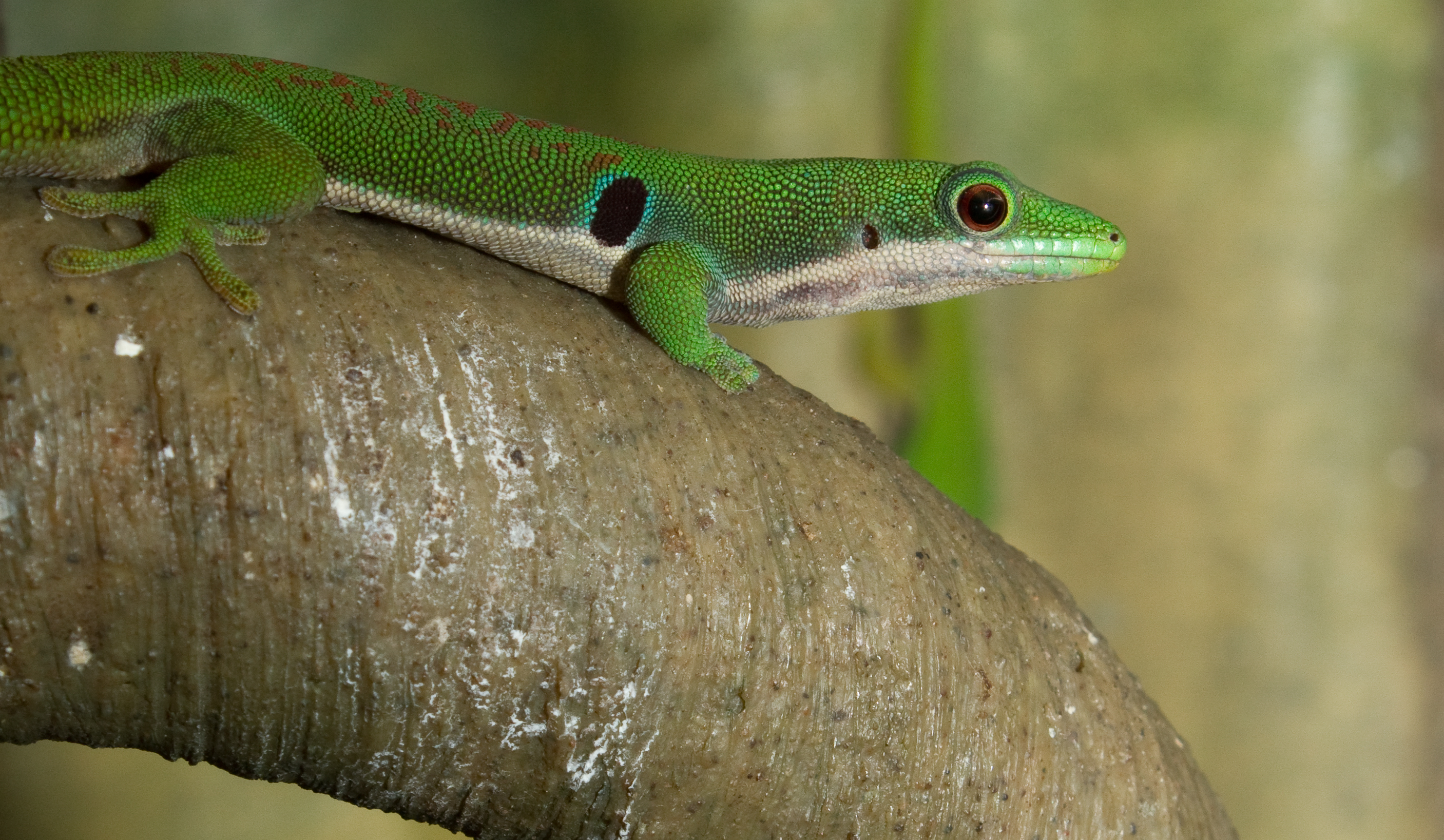
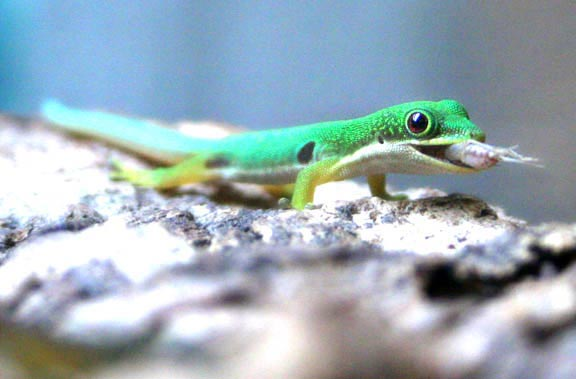
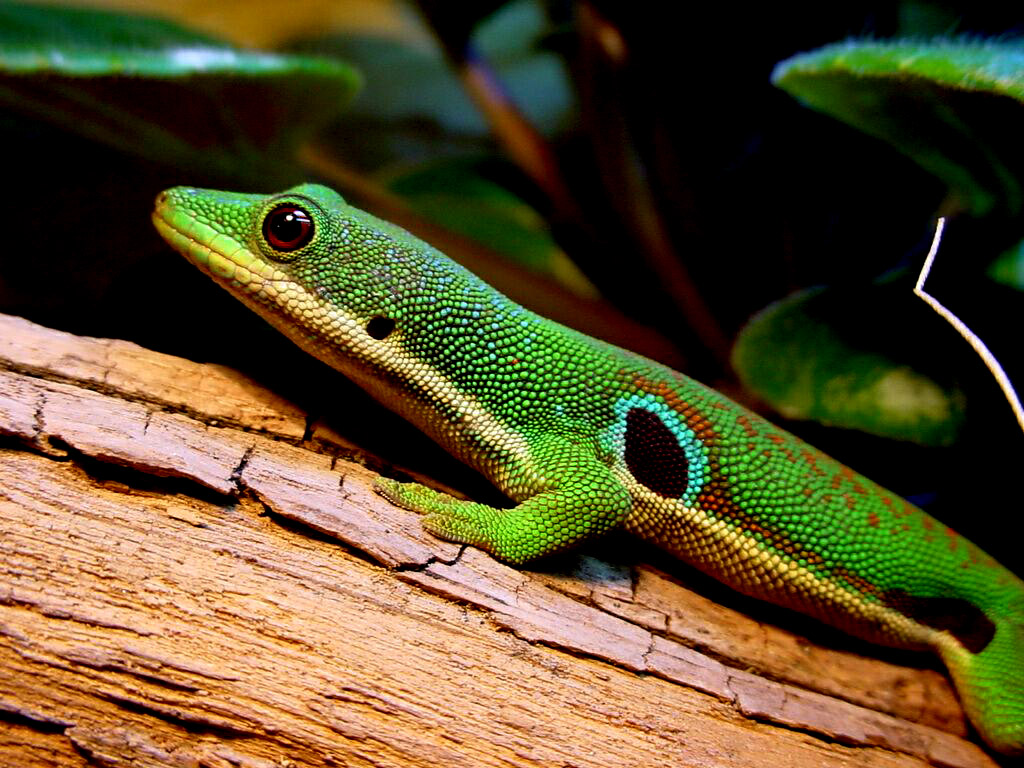